# Макферсън Скуеър (метростанция)
„Макферсън Скуеър“ (на английски: McPherson Square) е станция на Вашингтонското метро.
Разположена е в югоизточния край на едноименния площад във Вашингтон, столицата на Съединените щати, на 450 m североизточно от Белия дом. Станцията е открита на 1 юли 1977 година.